# Брилли, Нэнси
Нэнси Брилли (итал. Nicoletta Brilli; род. 10 апреля, 1964, Рим, Италия) — итальянская актриса
 украинского происхождения.

## Биография
Родилась в Риме, настоящее имя Николетта Брилли. Нэнси Брилли была приведена в кино режиссером Паскуале Скуитьери, дебютировав в фильме Claretta. В 1990 году была награждена премией «Давид ди Донателло» за лучшую женскую роль второго плана и «Серебряной лентой» за роль Софи в фильме Piccoli equivoci. Нэнси Брилли была замужем в течение двух лет с актером Массимо Гини, потом с режиссером Лука Манфреди. До этого она имела отношения с композитором Ивано Фосатти.